# Dagmar Dánská
Dagmar Dánská (1186? – 24. května 1213, Ribe) nebo také Markéta Přemyslovna byla česká princezna, dcera krále Přemysla Otakara I. a jeho první manželky Adléty Míšeňské, která se později sňatkem s dánským králem Valdemarem II. (1170–1241; vládnoucí od roku 1202) stala dánskou královnou.

## Námluvy
Markéta měla jednoho bratra, Vratislava, a sestry Božislavu a Hedviku. Zažila nejprve zvolení svého otce českým knížetem, poté ale, když Přemysl Otakar I. její matku zapudil, musela spolu s ní hledat útočiště v Míšeňsku. Na míšeňský dvůr, kde Markéta vyrůstala, však roku 1204 přišli vyslanci dánského krále Valdemara II. s žádostí o ruku prý půvabné Markéty. V roce 1205 se Adléta mohla vrátit do Prahy, neboť manželství princezny Markéty Přemyslovi slibovalo spojenectví dánského krále.
Stará dánská píseň líčí námluvy takto:
| „ | Ó slavný králi český, pozdraven buďtež nám, pro vaši milou dceru král Valdemar poslal k Vám. „Přijměte vodu a ručník, sedněte za stůl, páni, poselství vaše známe, buďtež nám uvítáni.“ Přinesli vrchcábnici a zlaté kostky spolu, by s pannou hrál pan Strange a mluvil bez okolku. | “ |

| „ | Král zašel do komnaty radit se s královnou: „Hle páni z Dánska jsou tu, chtí mít dceru mou. Když Valdemar, dánský král, chce si dceru naši vzíti, má ji muž onen slavný i s věnem skvostným míti.“ Do velké síně vedli ji zlatem zdobenou, pan Strange, mladík dvorný, se zdvihne před pannou. Přinesli vrchcábnici ze zlata červeného, pan Strange krásnou pannu vyhrál pro krále svého. V hedvábné modré roucho oděnou vyvedli, by šlechetnou pannu tak všichni prohlédli… | “ |

## Dánská královna

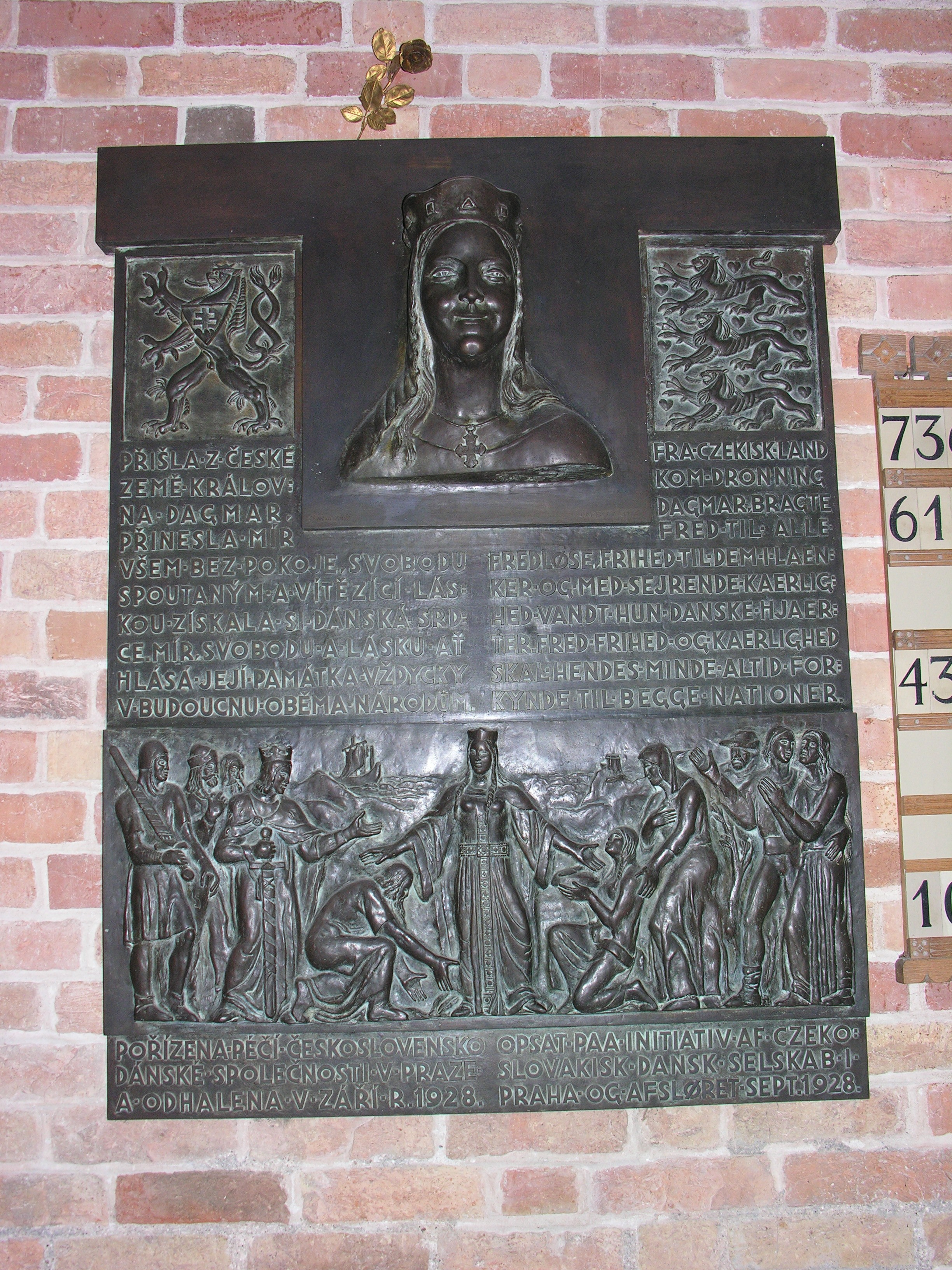
Pamětní deska královny Dagmar v Ringstedu

Svatba s Valdemarem II. proběhla ve městě Lübeck roku 1205. Při té příležitosti Markéta přijala jméno Dagmar.
| „ | A v krásné době sňatku pak slavně hodovali, král Valdemar a Dagmar se vroucně milovali. Rozblažen byl veškeren lid, bohatí i nuzáci, zaplesali srdečně jak měšťané, tak sedláci. Neb v míru, v nevinnosti přišla blahost poddanému nést: Ó kdyby vždycky Dánsko měla také kvítko, jaká čest! | “ |

Valdemar byl své ženě prý často nevěrný, ovšem Markéta si podle pozdějších legend v krátkém čase získala poddané svou krásou a laskavostí. Dodnes je jednou z nejvíce vzpomínaných dánských královen. V roce 1209 se jí narodil syn Valdemar.
Markéta-Dagmar zemřela při porodu druhého syna roku 1212 nebo 1213.
| „ | V ložnici ženy bědují, tam velký pláč a žal, královna Dagmar skonala, když Valdemar přijížděl. A Valdemar, král dánský, teď do dveří vstoupí prudce, a malá dobrá Kristina vztahuje k němu ruce.„Nechť pominou již, králi můj, přetěžké vaše žaly, neb z Dagmařina boku vám synáčka vyřezali. | “ |

Stará lidová balada říká, že na smrtelné posteli Markéta žádala Valdemara, aby se podruhé oženil s Kirsten, dcerou Karla von Rise, a ne s "krásnou květinou" Berengarií Portugalskou (dánsky: Bengerd). Jinými slovy předpovídala boje o trůn mezi Berengariinými syny, které mohou přivést Dánsko do potíží. Po Markétině smrti se Valdemar v roce 1214 oženil se zmíněnou Berengarií Portugalskou. Královna Dagmar je pohřbena v klášterním kostele v Ringstedu, po jednom boku Valdemara II., zatímco královna Berengarie je pohřbena po jeho druhém boku.
Valdemar II. v roce 1218 zvolil svého nejstaršího syna svým spoluvládcem. Roku 1231 byl princ Valdemar Mladý při lovu v Refsnæsu smrtelně postřelen.

## Odraz v umění

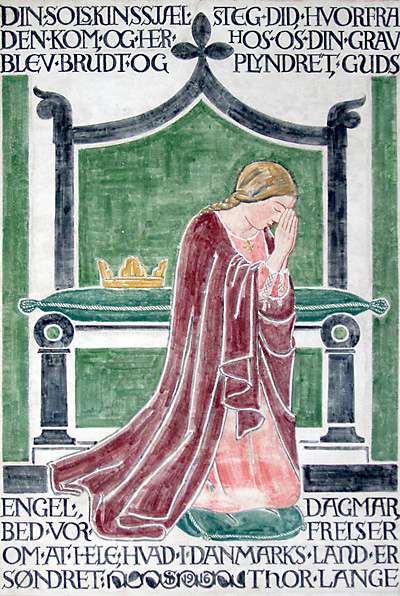
Modlitba královny Dagmar. Malba v kostele v Ringstedu

Dagmar byla pochována v kostele v Ringstedu na Sjællandu v hrobě s prostým náhrobkem. V tomto kostele se nachází i malba představující královnu při modlitbě. V jejím hrobě byl v roce 1683 nalezen kříž, vyrobený v Byzanci na přelomu 10. a 11. století. Jeho originál je uložen v Kodani.
Tomuto kříži se říká Dagmařin kříž a dodnes různé obdoby tohoto vkusného křížku nosí řada dánských žen. Podle pověsti ho pověsila dceři na památku na krk při loučení její matka.
V roce 1928 byla v Ringstedu odhalena pamětní deska, na které je vyobrazena královnina podoba a Dagmar s poddanými. Deska je dvojjazyčná a nápis na ní je v češtině a dánštině.V Ribe, v místě bývalého hradu Slotsbanke, kde Dagmar zemřela, stojí její pomník vytvořený sochařkou Anne Marie Carl-Nielsen představující i scénu její smrti.
Královna Dagmar se stala postavou několika dánských lidových balad, z nichž nejznámější je Dronning Dagmar ligger i Ribe syg (Královna Dagmar stoná v Ribe). Václav Beneš Třebízský o Markétě napsal historický román Královna Dagmar (1883) a Svatopluk Čech o ní napsal historický epos Dagmar (1885).
Dronning Dagmar (Královna Dagmar) je rovněž název kantáty dánského skladatele Poula Schierbecka (1888–1949), miniopery Arne Dicha (* 1942) z roku 2006 a filmu režisérky Elisabeth Damkiærové z roku 2000.

## Galerie

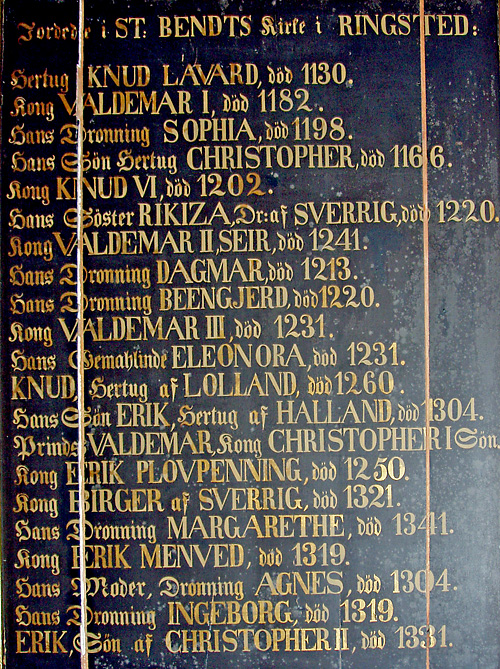
Seznam pochovaných v Ringstedu, kde je i Dagmařino jméno
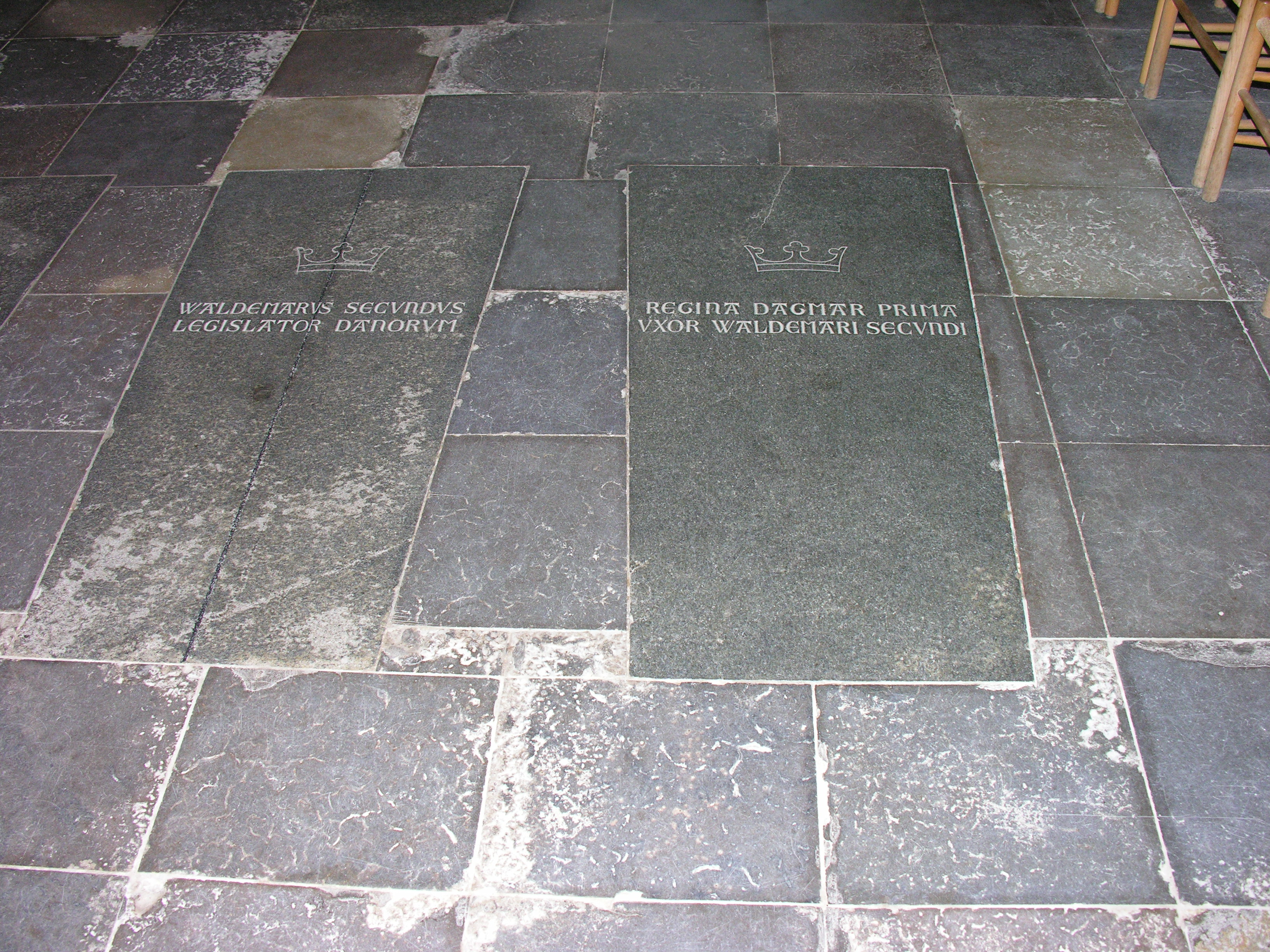
Hrob Dagmar a jejího muže v Ringstedu
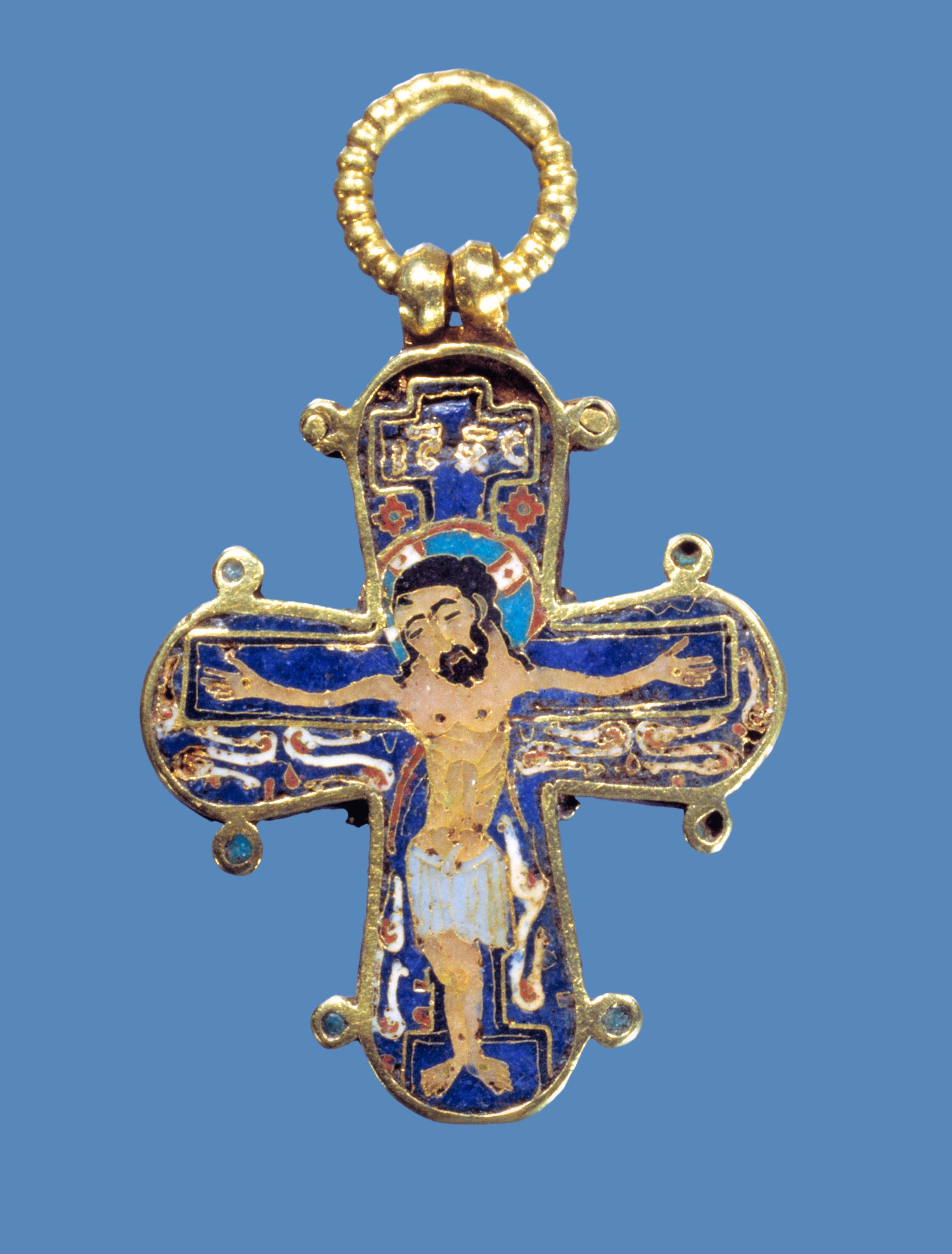
Kříž nalezený v hrobě Dagmar v roce 1683
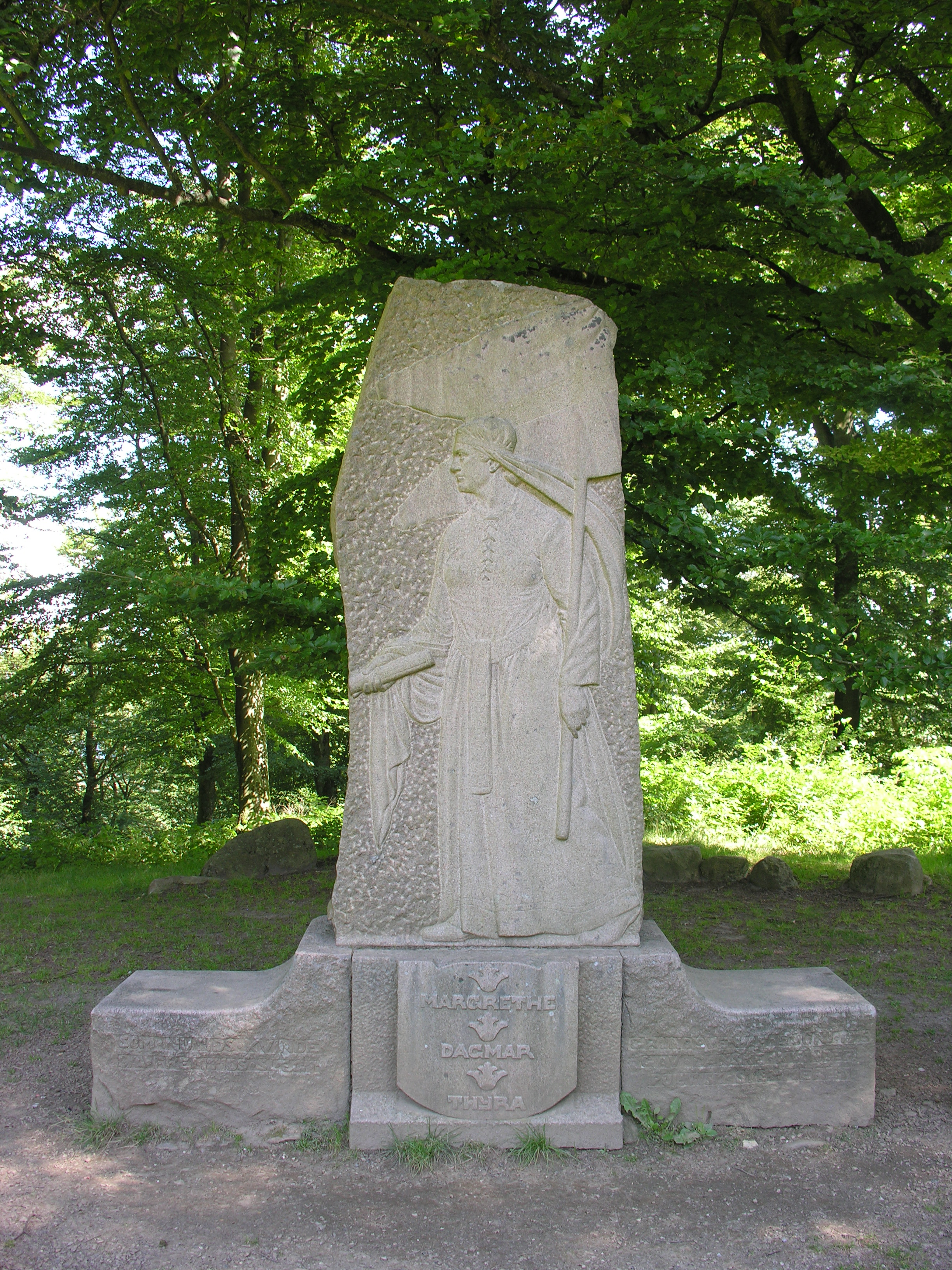
Královnin pomník na Himmelbjerget